# Red Bull Simply Cola

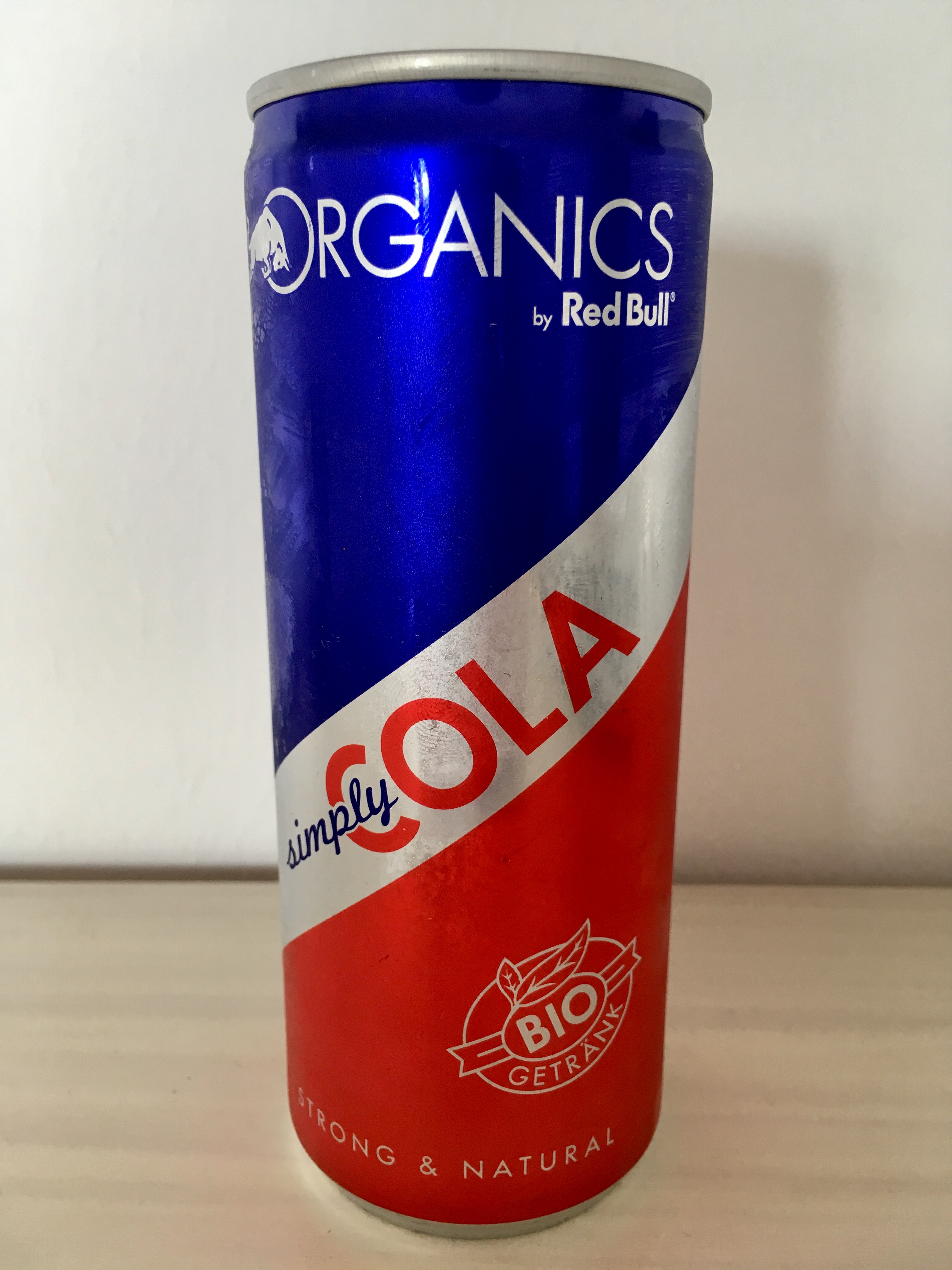
Red Bull Simply Cola.

Red Bull Simply Cola är ett varumärke för en ekologisk coladryck som ägs av den österrikiska energidryckstillverkaren Red Bull GmbH. Den säljs primärt i Europa och Asien och såldes i USA mellan 2008 och 2011.
Drycken består av apelsin, citron, galangal, ingefära, kakao, kanel, karamellsockersirap, kardemumma, koffein (kaffeböna), kolanöt, kolsyra, kryddnejlika, lakrits, lime, muskotblomma, mynta, socker, tall, vanilj och vatten.
I mitten av maj 2009 upptäckte tillsynsmyndigheten för livsmedel i den tyska förbundslandet Nordrhein-Westfalen att Simply Cola innehöll 0,13 mikrogram kokain per burk. Myndigheter i Bayern, Niedersachsen, Nordrhein-Westfalen, Rheinland-Pfalz och Thüringen beordrade om omedelbar försäljningsstopp av drycken. Red Bull hävdade att all extrakt som utvinns från kokablad genomgår en process för att avlägsna alkaloid och som sedan används som en smakförstärkare i drycken. De poängterade också att detta är ingen ny metod utan används flitigt av livsmedelsindustrin runt om i världen. Det tyska justitiedepartementets livsmedelssäkerhetsavdelning gick ut och meddelade att man var tvungen att dricka uppemot 12 000 liter för att det skulle ge effekt och bedömde drycken som ej skadlig. Kontroversen växte dock ytterligare och även i Asien kunde myndigheter hitta spår av kokain och där bland annat Taiwan beslagtog 18 000 burkar, de lämnades dock tillbaka i ett senare skede. Simply Cola blev åter köpbar i de berörda tyska förbundsländerna den 29 augusti.
I slutet av maj 2016 presenterade den tyska konsumentorganisationen Stiftung Warentest en rapport om coladrycker och där de fann att Simply Cola innehöll tre gram alkohol per liter, ett gram över vad Tyskland tillåter att läskedrycker få innehålla. Den här gången blev det dock inga reaktioner vare sig från tysk håll eller Red Bull.